# گوانگ‌چی هوندا
شرکت محدود خودروسازی گوانگ‌چی هوندا (به انگلیسی: Guangqi Honda Automobile Co. , Ltd.) یک شرکت خودروسازی سرمایه‌گذاری مشترک چینی است که در شهر گوانگ‌ژو، استان گوانگ‌دونگ کشور چین واقع شده‌است.
گوانگ‌چی هوندا، که تحت مالکیت شرکت هوندا موتور و گروه گاک (گوانگ‌چی) است، دارای دو کارخانه است که طبق آمار سال ۲۰۱۱، خودروهایی با برند هوندا و همچنین یک خودرو با برند اختصاصی برای بازار چین با نام ایوروس را تولید می‌کند. محصولات تولیدی این شرکت شامل ایوروس اس۱، هوندا آکورد، هوندا کرایدر، هوندا سیتی، هوندا کراستور، هوندا وزل، هوندا فیت و هوندا اودیسه می‌شوند.
ممکن است در برخی موارد در ساخت محصولاتی که تا سال ۲۰۱۱ توسط این شرکت ساخته شده‌اند، از قطعات تولیدشده در چین استفاده شده‌باشد.
نام این شرکت، که در ابتدا با نام گوانگ‌ژو هوندا شناخته می‌شد، در سال ۲۰۰۹ به گوانگ‌چی هوندا تغییر یافت. در سال ۲۰۱۱، ظرفیت تولید سالانهٔ کارخانه‌های این شرکت در مجموع به ۴۸۰٬۰۰۰ دستگاه می‌رسید.

## پیشینه
برای جایگزینی شرکت زیان‌ده گوانگ‌ژو پژو با یک شرکت سرمایه‌گذاری مشترک تولید کنندهٔ خودروهایی با برند خارجی دیگر، در ماه مه یا ژوئیه سال ۱۹۸۸، دولت گوانگ‌ژو با همکاری هوندا موتور ژاپن، شرکت محدود خودروسازی گوانگ‌ژو هوندا را ایجاد کرد که این شرکت از تعدادی از رقیبان را برای کسب این امتیاز از پیشی گرفت. در سال ۱۹۹۹، شرکت گوانگ‌چی هوندا تولید اولین خودروی خود که یک نسخهٔ آمریکایی از هوندا آکورد بود را آغاز کرد.
تولید خودرویی که مصرف‌کنندگان چینی، با توجه به مدل‌های وارداتی با کیفیت، با آن آشنایی داشتند، و همچنین شبکهٔ خدمات پس از فروشی که از پیش وجود داشت، از عوامل موفقیت زود هنگام گوانگ‌چی هوندا به‌شمار می‌رود.
گوانگ‌چی هوندا توزیع خودروهای تولیدی خود، که اکنون با کشتی جابجا می‌شدند را از سال ۲۰۰۹ آغاز کرد. این امر باعث کاهش مسافت ثانویهٔ طی شده برای توزیع و همچنین زیان‌های زمان حمل و نقل می‌شد و در عین حال از نظر عوارض زیست‌محیطی نیز دارای استاندارد بالاتری بود. با این حال، این شرکت از حمل و نقل ریلی و جاده‌ای نیز برای توزیع محصولات خود استفاده می‌کرد.

## جایزهٔ خدمات مشتری
بر اساس مطالعهٔ شاخص خدمات مشتری چین در سال ۲۰۰۹ توسط جی دی پاور آسیا و اقیانوسیه، گوانگ‌چی هوندا در زمینهٔ جلب رضایت مشتری در خدمات پس از فروش در نمایندگی‌ها، به بالاترین رتبه دست یافت.

## محصولات
در حال حاضر گوانگ‌چی هوندا خودروهای زیر را در کارخانهٔ خود به تولید مب‌رساند:
- هوندا آکورد
- هوندا کرایدر
- هوندا سیتی
- هوندا وزل
- هوندا فیت
- هوندا اودیسه
- هوندا اونچیر
- آکورا سی‌دی‌ایکس
- آکورا تی‌ال‌ایکس
- آکورا آردی‌ایکس

## محصولات پیشین
- هوندا کراستور (۲۰۱۰–۲۰۱۵)
- ایوروس اس۱ (۲۰۱۰–۲۰۱۳)